# Papiro 108
O Papiro 108 ({\displaystyle {\mathfrak {P}}}108) é um antigo papiro do Novo Testamento que contém fragmentos dos capítulos dezassete e dezoito do Evangelho de João (17,23-24; 18,1-5).